# Comté de Lenawee
Le comté de Lenawee (Lenawee County en anglais) est dans le sud-est de la péninsule inférieure de l'État du Michigan, sur la frontière de l'Ohio. Son siège est à Adrian. Selon le recensement de 2010, sa population est de 99 892 habitants.

## Géographie
Le comté a une superficie de 1 972 km², dont 1 944 km² est de terre.

### Comtés adjacents
- Comté de Washtenaw (nord-est)
- Comté de Jackson (nord-ouest)
- Comté de Monroe (est)
- Comté de Hillsdale (ouest)
- Comté de Lucas, Ohio (sud-est)
- Comté de Fulton, Ohio (sud-ouest)

## Économie
L'aéroport du comté se situe à Adrian.